# Kkakdugi
O kkakdugi (깍두기), também conhecido como kimchi de rabanete em cubos, é uma variedade distinta de kimchi que ocupa um lugar especial na culinária coreana. Tradicionalmente, o kkakdugi é preparado com rabanetes coreanos, conhecidos como "mu" (무 em coreano), embora outros vegetais ou até mesmo frutas possam ser usados para criar variações únicas.
O nome kkakdugi evoca o som e a ação de cortar os rabanetes em cubos, sendo um ideofone que reflete o processo característico de preparação deste kimchi. Vale ressaltar que o kimchi feito com rabanete que não é cortado em cubos não é considerado kkakdugi genuíno.
O kkakdugi é um acompanhamento popular, conhecido como banchan, que é apreciado por coreanos e também por muitos amantes da culinária coreana ao redor do mundo. Seu sabor picante e refrescante, juntamente com a textura crocante dos cubos de rabanete, tornam-no uma adição saborosa e essencial à refeição coreana tradicional.

## Preparação
Kkakdugi consiste em rabanete cortado em pequenos cubos. O rabanete é aromatizado com sal, pimenta vermelha em pó, cebolinha e gengibre.
O rabanete e os outros ingredientes são misturados e depois tradicionalmente armazenados em um jangdok ( hangul : 장독) ou onggi ( hangul : 옹기, hanja :甕器), ambos nomes que se referem a uma grande panela de barro . A fermentação dura cerca de duas semanas em local fresco e seco.
Kkakdugi é servido frio e geralmente consumido quando o rabanete está crocante. Kkakdugi, junto com outros tipos de kimchi, é um prato popular na Coréia e acredita-se que compartilhe muitos dos benefícios do kimchi para a saúde, devido ao processo de fermentação.